# Förchensee (Ruhpolding)
Der Förchensee (Name von Förche = Forelle) liegt in der Gemeinde Ruhpolding vier Kilometer südlich des Ortskerns von Ruhpolding im Landkreis Traunstein in Oberbayern, an der Deutschen Alpenstraße, hier B 305. Er gehört zusammen mit dem Weiler Seehaus zur Gemarkung (und bis 1882 selbständigen Gemeinde) Vachenau, ist aber von der Ruhpoldinger Gemarkung Seehauser Forst umgeben, die bis 1969 gemeindefreies Gebiet war. Es handelt sich also um eine Exklave der Gemarkung Vachenau.

## Beschreibung

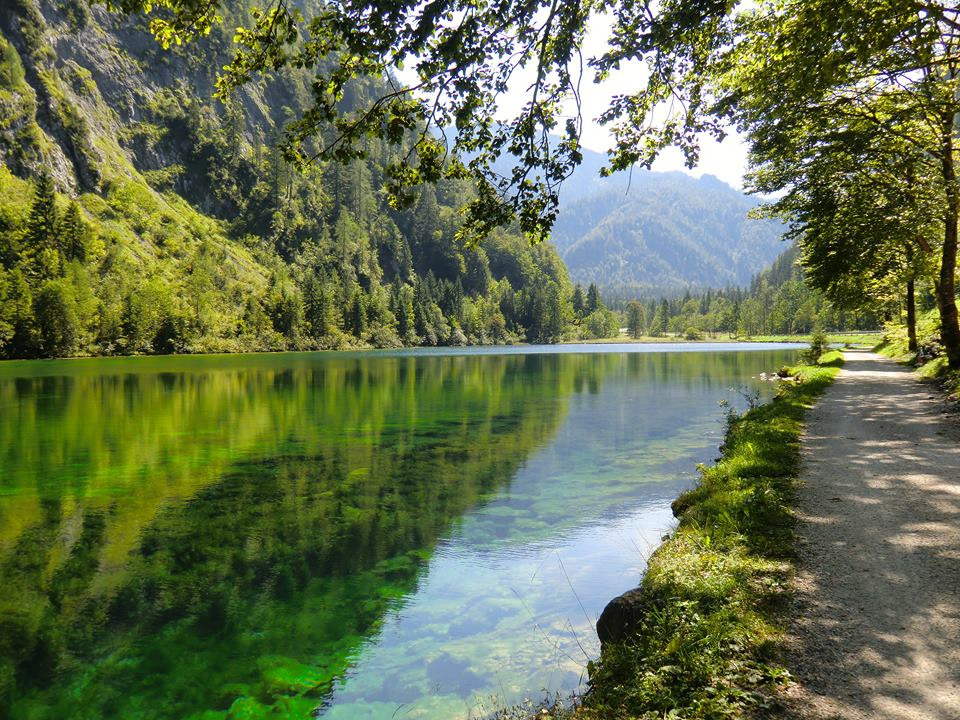
Der Förchensee bei Seehaus südlich von Ruhpolding

Der auf 739 Meter über dem Meer gelegene Förchensee ist ein klarer Quellsee der Seetraun, in den keine oberirdischen Bäche münden und der daher auch bei starken oder lang anhaltenden Regenfällen klar bleibt.  Die Fläche des 460 Meter langen, der Nordnordost-Südsüdwestrichtung folgenden Sees beträgt knapp vier Hektar, bei einem Umfang von 1.020 m. Der See ist maximal fünf Meter tief. Der schmale nördliche Teil des Sees mit einer Länge von 70 m und einer Breite von 6 bis 20 m heißt Das Paradies oder einfach Der Auslauf.
Im Weiler Seehaus am nördlichen Ende des Sees befinden sich eine Gaststätte, ein Gästehaus, ein Bootsverleih, ein Kartenverkauf für die Sportfischerei, sowie eine Dienststelle der Bayerischen Staatsforstverwaltung (Revier Seehaus). Vorkommende Fischarten sind Saibling, Bachforelle und Regenbogenforelle.
Eigentümer des Gewässers ist der Freistaat Bayern.